# Miichthys miiuy
Miichthys miiuy és una espècie de peix de la família dels esciènids i de l'ordre dels perciformes.

## Morfologia
Els mascles poden assolir 70 cm de longitud total. Com la resta de peixos de la família Sciaenidae, M. miiuy és conegut per tenir uns otòlits excepcionalment grans que els doten d'un sistema auditiu molt desenvolupat. Aquests peixos s'anomenen sovint peixos tambors o corballs a causa dels sons que produeixen amb les seves bufetes natatòries.

## Hàbitat
És un peix de clima temperat i demersal que viu entre 15-100 m de fondària. Eviten les aigües clares, prefereixen viure en estuaris, badies i riberes de rius fangosos. Són organismes carnívors bentònics.

## Distribució geogràfica
Es troba des de l'oest del Japó fins al mar de la Xina Oriental. Habita principalment a les Zhoushan Fisheries situades a l'estuari del riu Yangtze, a les zones més fangoses. A la Xina, aquesta espècie representa un peix d'aqüicultura important des del 1990. Tot i així, la seva aqüicultura s'ha vist obstaculitzada per malalties causades per patògens i paràsits fet que a revolucionat l'estudi del sistema immunitari d'aquests peixos, ja que es consideren un bon model d'estudi tant per les adaptacions sensorials com immunitàries.

## Ús comercial
És emprat en la medicina tradicional xinesa.

## Observacions
És inofensiu per als humans.